# مادیارسنت‌میکلوش
مادیارسِنت‌میکلوش (به مجاری:  Magyarszentmiklós) یک منطقهٔ مسکونی در مجارستان است که در زالا واقع شده‌است.